# SV Hötensleben
Der SV Hötensleben ist ein deutscher Sportverein aus Hötensleben im Landkreis Börde. Seit der Ursprungs-Gründung 1911, firmierte er bis zur Auflösung, als SC Hötensleben. Heimstätte ist der Sportplatz Hötensleben. Der Verein steht seit 1945 in der Tradition der SG Hötensleben, bzw. BSG Aktivist Hötensleben.

## Sektion Fußball

Historisches Logo von Aktivist Hötensleben

Der SV Hötensleben wurde im Jahr 1945 unter der Bezeichnung SG Hötensleben gegründet. Die lose Sportgruppe fungierte in der Folgezeit kurzzeitig als Eintracht Hötensleben, mit dem Einstieg des zum Helmstedter Revier gehörenden Viktoria-Tagebaus als Trägerbetrieb, sowie der übergeordneten Sportvereinigung Aktivist, vollzog die Betriebssportgemeinschaft ab 1952 eine erneute Umbenennung in Aktivist Hötensleben. Zwischen 1968 und 1979 trat die BSG als Traktor Hötensleben in Erscheinung.
Auf sportlicher Ebene agierte der Revierverein bereits ab 1948 in der Landesliga Sachsen-Anhalt (SBZ), welche bis 1951 gehalten wurde. Im Jahr 1957 stieg Aktivist Hötensleben in die damals viertklassige Bezirksliga Magdeburg auf. Die höchste Spielklasse auf Bezirksebene hielt Hötensleben mit Unterbrechungen bis 1991, um den möglichen Aufstieg zur II. DDR-Liga bzw. DDR-Liga spielte die BSG jedoch keine Rolle. Beste Platzierung war der 1960 hinter Aktivist Staßfurt und Einheit Zerbst erreichte dritte Rang. 1958 nahm Aktivist Hötensleben einmalig am FDGB-Pokal teil. Nach einem Erstrundensieg über Motor Nordhausen unterlag Hötensleben in der zweiten Qualifikationsrunde Stahl Hettstedt mit 2:3.
1990 vollzog der Verein eine Namensänderung in SV Hötensleben. Der Club agierte seitdem ausnahmslos im Lokalbereich des Bördekreises. Aktuelle Spielklasse ist die Landesklasse Sachsen-Anhalt.

## Statistik
- Teilnahme LL Sachsen-Anhalt (SBZ): 1948/49 bis 1950/51
- Teilnahme Bezirksliga Magdeburg: 1957 bis 1966/67, 1978/79 bis 1986/87, 1990/91
- Teilnahme FDGB-Pokal: 1958 (2. QR)